# Cissus oliveri
Cissus oliveri är en vinväxtart som beskrevs av Ernest Friedrich Gilg och Adolf Engler. Cissus oliveri ingår i släktet Cissus och familjen vinväxter. Inga underarter finns listade i Catalogue of Life.